# Origny-en-Thiérache
 Origny-en-Thiérache  là một xã ở tỉnh Aisne, vùng Hauts-de-France thuộc miền bắc nước Pháp.
Đây là quê quán của giáo sĩ Bá Đa Lộc.